# Pseudafroneta frigida
Pseudafroneta frigida là một loài nhện trong họ Linyphiidae.
Loài này thuộc chi Pseudafroneta. Pseudafroneta frigida được A. David Blest miêu tả năm 1979.